# Windows Mobile 5.0
Windows Mobile 5.0, ban đầu có tên mã là "Magneto", được công bố tại Microsoft's Mobile and Embedded Developers Conference 2005 tại Las Vegas, từ ngày 9-12 tháng 5 năm 2005. Microsoft cung cấp hỗ trợ chính cho Windows Mobile 5 đến hết ngày 12 tháng 10 năm 2010 và hỗ trợ mở rộng đến ngày 13 tháng 10 năm 2015. Hệ điều hành lần đầu tiên được cung cấp trên nền tảng Dell Axim x51, sử dụng .NET Compact Framework 1.0 SP3, một môi trường cho các chương trình dựa trên.NET. Windows Mobile 5.0 bao gồm các cải tiến chức năng cho Microsoft Exchange Server với Exchange 2003 SP2. Chức năng này cũng yêu cầu nhà cung cấp/thiết bị hỗ trợ. Với phần mềm AKU2, tất cả các thiết bị WM 5.0 được hỗ trợ DirectPush. Phiên bản này có thời lượng pin được tăng lên do khả năng lưu trữ liên tục. Trước đây, tới 50% (đủ cho 72 giờ lưu trữ) pin được dự trữ chỉ để duy trì dữ liệu trong bộ nhớ RAM. Điều này cũng ảnh hưởng các thiết bị chạy Windows sử dụng RAM làm phương tiện lưu trữ chính sang việc kết hợp RAM và bộ nhớ flash (trong quá trình sử dụng, người dùng không nhận được sự phân biệt giữa hai loại này). Các chương trình và dữ liệu được truy cập thường được chạy trong RAM, trong khi phần lớn dung lượng là trong bộ nhớ flash. Hệ điều hành sao lưu liên tục dữ liệu giữa hai hệ điều hành khi cần thiết. Mọi dữ liệu đều được lưu trữ trong bộ nhớ flash. Không giống như các thiết bị trước đây, thiết bị WM5 không bị mất dữ liệu nếu hết pin. Khi lên phiên bản 5.0, các bản cập nhật hệ điều hành đã được phát hành dưới dạng bản nâng cấp Adaptation kit, với AKU 3.5 là bản cuối cùng được phát hành.
Một phiên bản Office mới được kèm theo có tên là "Microsoft Office Mobile", bao gồm PowerPoint Mobile và Excel Mobile với khả năng vẽ đồ thị và Word Mobile với khả năng chèn bảng và đồ họa. Tính năng quản lý và phát lại phương tiện được cải tiến với chương trình Picture and Video, tính năng quản lý video và hình ảnh và Windows Media Player 10 Mobile. Trong số các tính năng phần cứng mới có hỗ trợ Bluetooth nâng cao, hỗ trợ bàn phím QWERTY mặc định và giao diện quản lý cho Hệ thống Định vị Toàn cầu (GPS). Các cải tiến cho ActiveSync 4.2 với tốc độ đồng bộ hóa tăng 15%. Khách hàng doanh nghiệp được hưởng lợi từ một cơ sở báo cáo lỗi mới tương tự như cơ sở hiện có trong hệ thống Windows máy tính để bàn và máy chủ. ID người gọi hiện hỗ trợ ảnh để người dùng có thể nhận dạng hình ảnh cho mỗi liên hệ để hiển thị khi nhận được cuộc gọi. DirectShow cũng đã được thêm vào. Bản phát hành này là bản đầu tiên bao gồm DirectDraw với khả năng tăng tốc phần cứng, thay thế thành phần đồ họa không còn được dùng của GAPI và Pocket MSN, có thể xem trực tiếp từ Today Screen.
Windows Mobile 5.0 hiện yêu cầu ít nhất 64MB RAM và thiết bị phải chạy bộ xử lý tương thích ARM như Intel XScale hoặc ARM của Samsung và Texas Instruments.